# Rincón (Gurabo)
Rincón es un barrio ubicado en el municipio de Gurabo en el estado libre asociado de Puerto Rico. En el Censo de 2010 tenía una población de 10967 habitantes y una densidad poblacional de 778,95 personas por km².

## Geografía
Rincón se encuentra ubicado en las coordenadas 18°14′58″N 65°59′24″O / 18.24944, -65.99000. Según la Oficina del Censo de los Estados Unidos, Rincón tiene una superficie total de 14.08 km², de la cual 13.8 km² corresponden a tierra firme y (1.95%) 0.27 km² es agua.

## Demografía
Según el censo de 2010, había 10967 personas residiendo en Rincón. La densidad de población era de 778,95 hab./km². De los 10967 habitantes, Rincón estaba compuesto por el 71.36% blancos, el 17.68% eran afroamericanos, el 0.71% eran amerindios, el 0.15% eran asiáticos, el 0.02% eran isleños del Pacífico, el 5.39% eran de otras razas y el 4.7% pertenecían a dos o más razas. Del total de la población el 99.3% eran hispanos o latinos de cualquier raza.